# Cypholophus
Cypholophus là chi thực vật có hoa trong họ Tầm ma.

## Các loài
Chi này gồm các loài:
- Cypholophus blumeanus
- Cypholophus brassii
- Cypholophus brunneolus
- Cypholophus chamaephyton
- Cypholophus coeruleus